# Jazīreh-ye Emām Ḩasan
Jazīreh-ye Emām Ḩasan (persiska: جزیره امام حسن) är en ö i Iran.   Den ligger i provinsen Khuzestan, i den västra delen av landet, 700 km söder om huvudstaden Teheran.